# Чжоцзи-Східне
40°54′25″ пн. ш. 112°41′56″ сх. д. / 40.906971° пн. ш. 112.698761° сх. д.
Чжоцзи-Східне (кит. 卓资东站, пін. Zhuózīdōng Zhàn) — залізнична станція в КНР, розміщена на Цзінін-Баотоуській залізниці між станціями Хулу і Цісяїн-Східний та на швидкісній залізниці Чжанцзякоу — Хух-Хото між станціями Уланчаб та Цісяїн-Південний.
Розташована у повіті Чжоцзи (міський округ Уланчаб, автономний район Внутрішня Монголія). Відкрита в 2012 році, сприяла покращенню залізничного сполучення та прискоренню пасажирських і вантажних перевезень. Станція є частиною двох важливих залізничних ліній: Цзінін-Баотоуської залізниці та швидкісної залізниці Чжанцзякоу — Хух-Хото.